# Карл Ройхлінг
Карл Ро́йхлінг (нім. Carl Röchling; 18 жовтня 1855 — 6 травня 1920) — німецький маляр, живописець та ілюстратор, відомий своїми творами на історичну військову тематику.

## Біографія
Народився в Рейнській Пруссії, син суддівського чиновника Фрідріха Ройхлінга і Анжеліки Штолль. З 1875-го по 1880-й роки навчався в Академії мистецтв Карлсруе, а згодом в Академії мистецтв Берліна.
Під час навчання в Берліні, Ройхлінг був учнем Антон фон Вернера, з яким брав участь у створенні кількох відомих панорам. Згодом здобув популярність власними батальними живописами на історичні теми початку XIX століття. Помер 6 травня 1920 року.

## Творчість
- Фрагмент битви при Гравелоті (1870)
- Панорама Битва при Седані (разом з Антоном фон Вернером)
- Панорама Битва при Чаттанузі

- Ілюстрації:
  - Saarbrückener Kriegschronik
  - Der Krieg gegen Frankreich 1870/71
  - Unser Heer

- Книги для дітей:
  - 1895 Der Alte Fritz in 50 Bildern für Jung und Alt
  - 1896 Die Königin Luise in 50 Bildern für Jung und Alt

та інші.

## Галерея

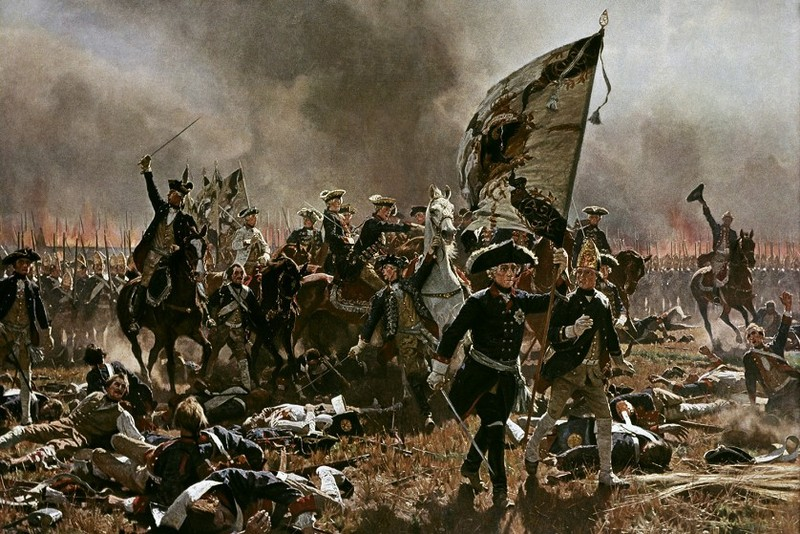
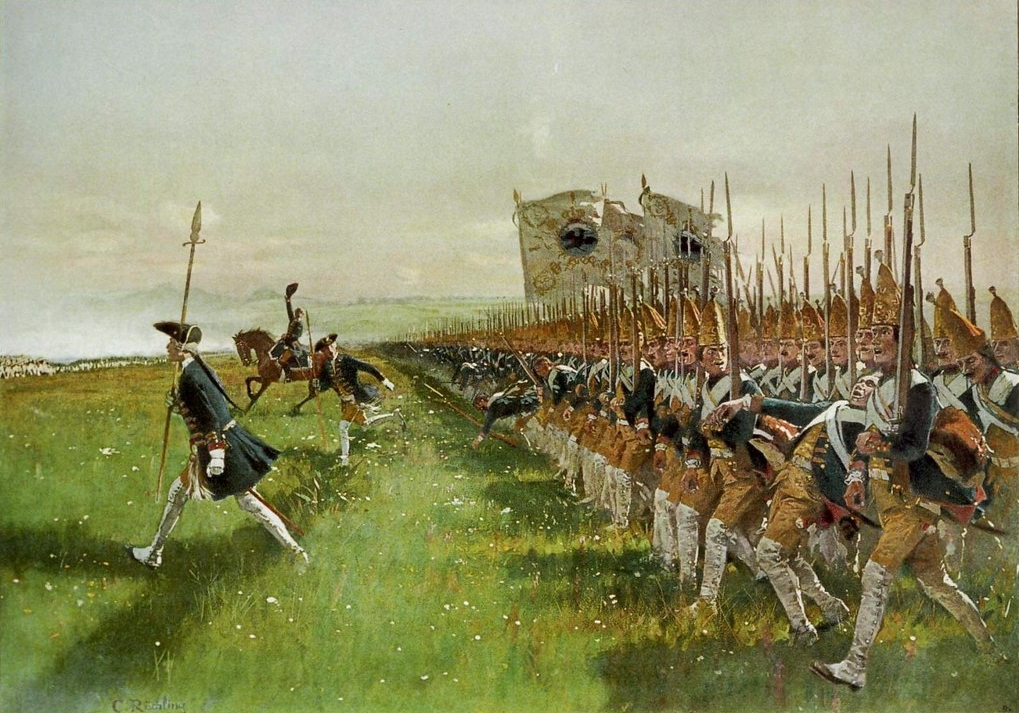
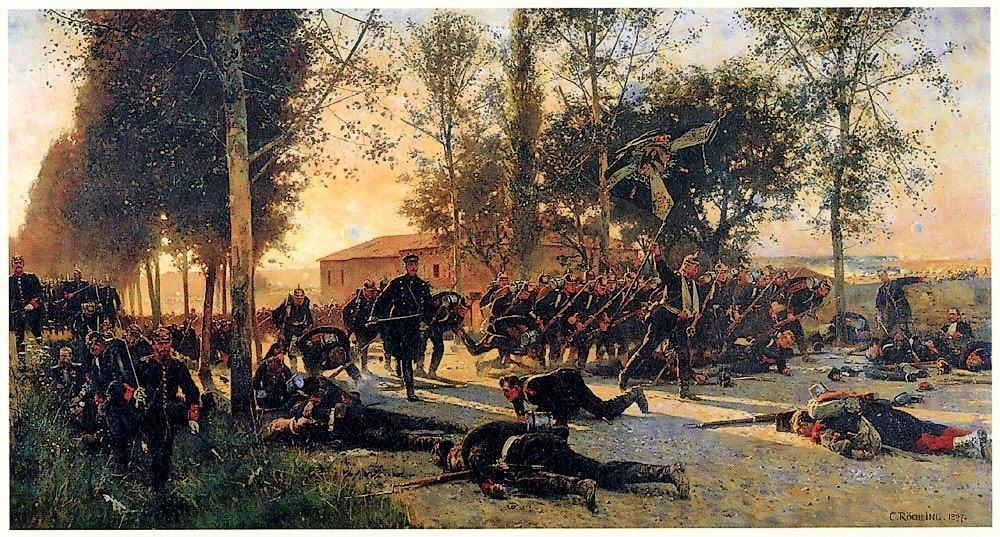
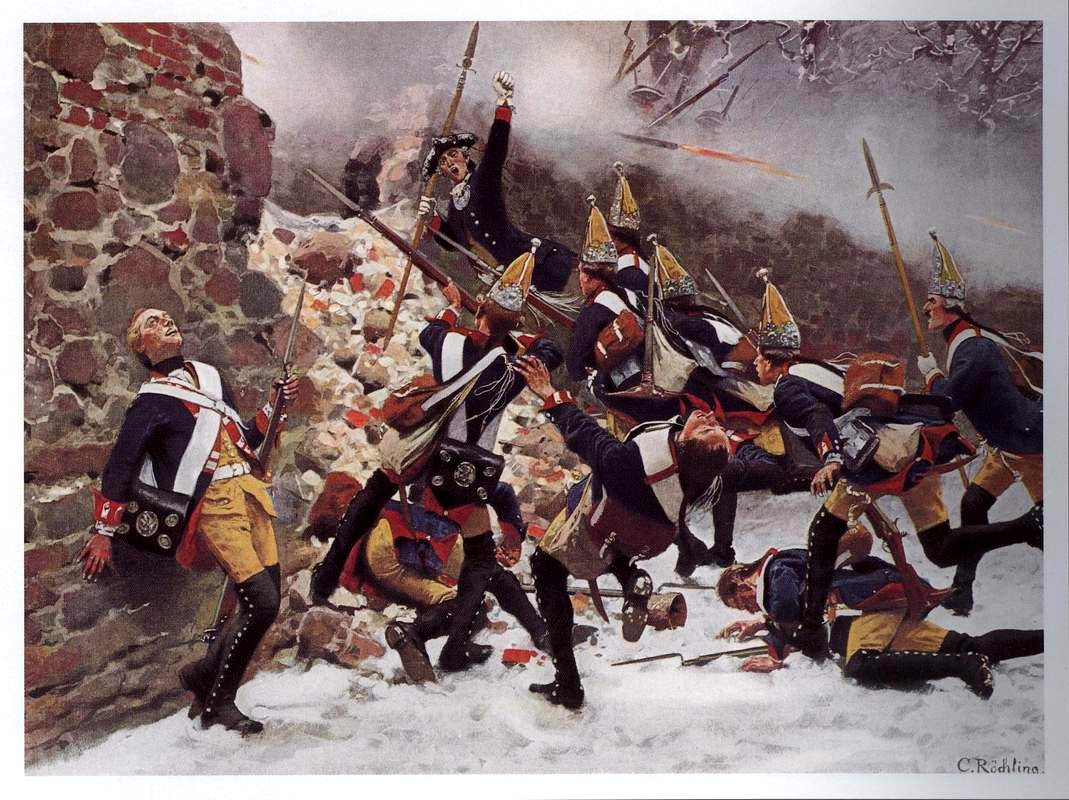
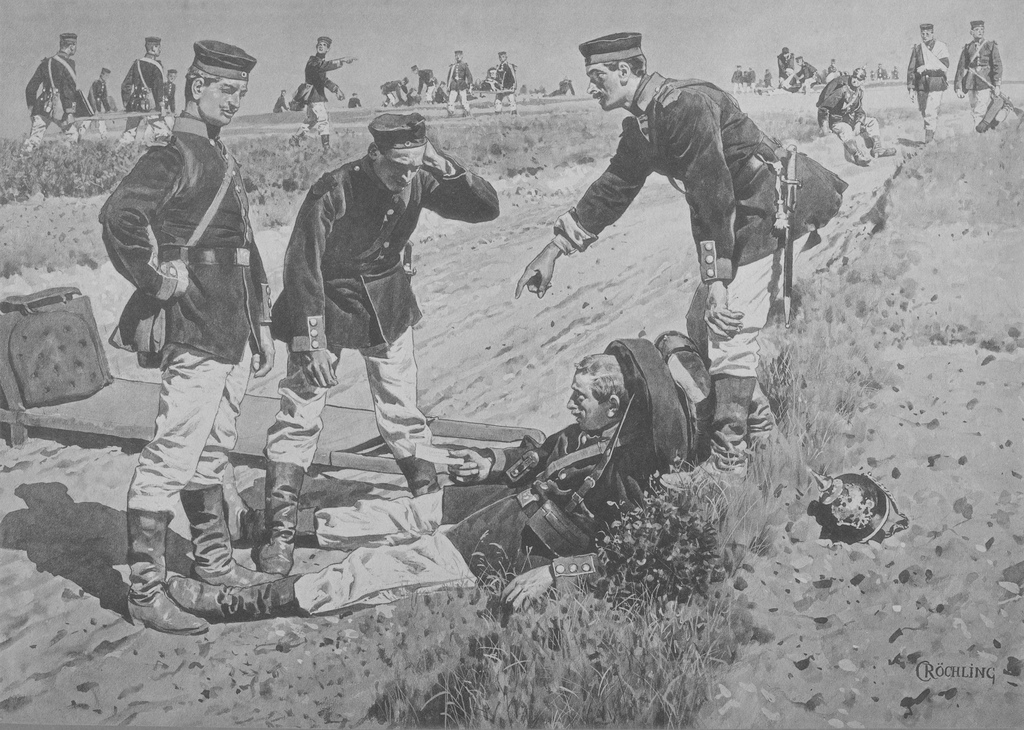
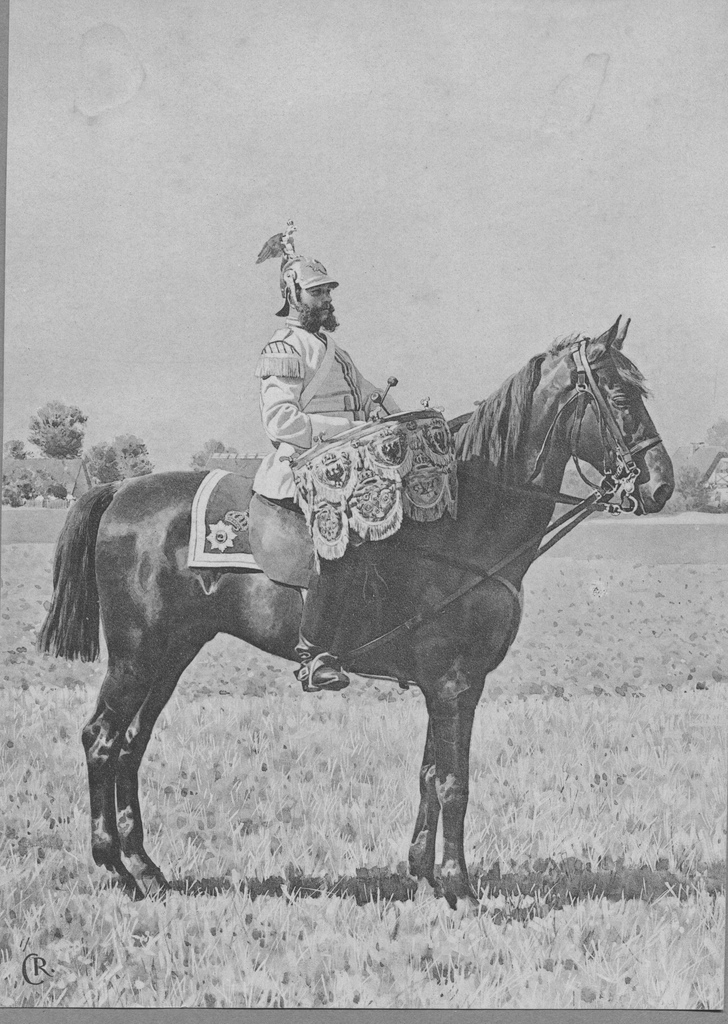
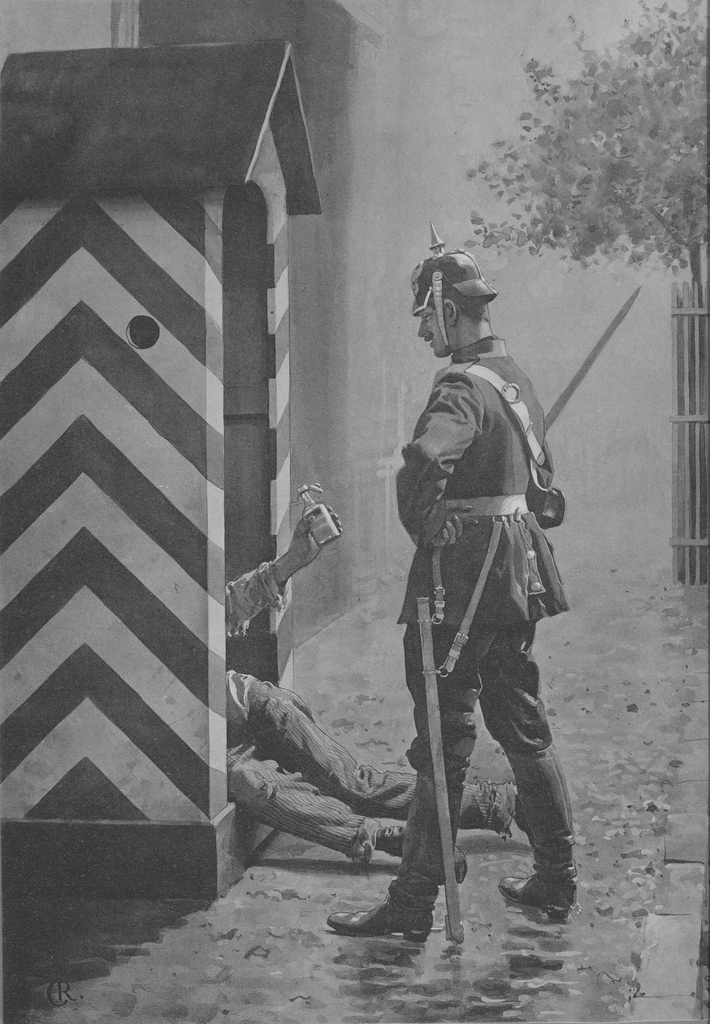
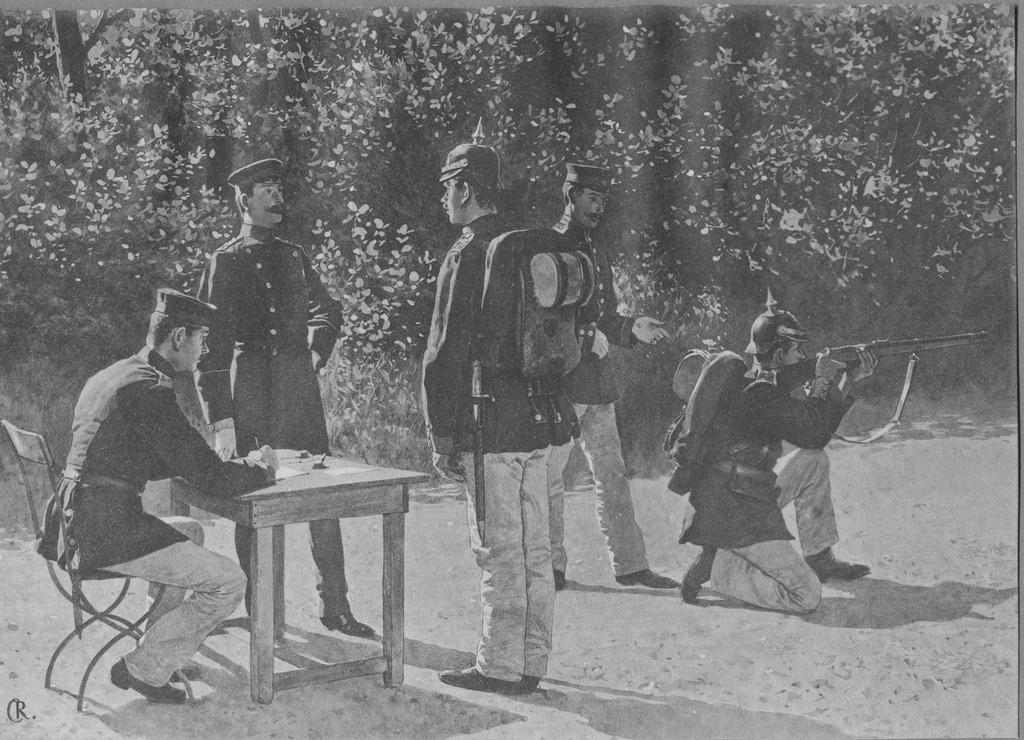